# هاروی فایراستین
هاروی فربز فایراِستین (به انگلیسی: Harvey Forbes Fierstein) (زادهٔ ۶ ژوئن ۱۹۵۴) بازیگر، نمایش‌نامه‌نویس و صداپیشه آمریکایی برنده جایزه تونی است. همجنس‌گرایی و دگرجنس‌پوشی از مضامین عمده آثار او هستند.